# Rathaus Altentreptow

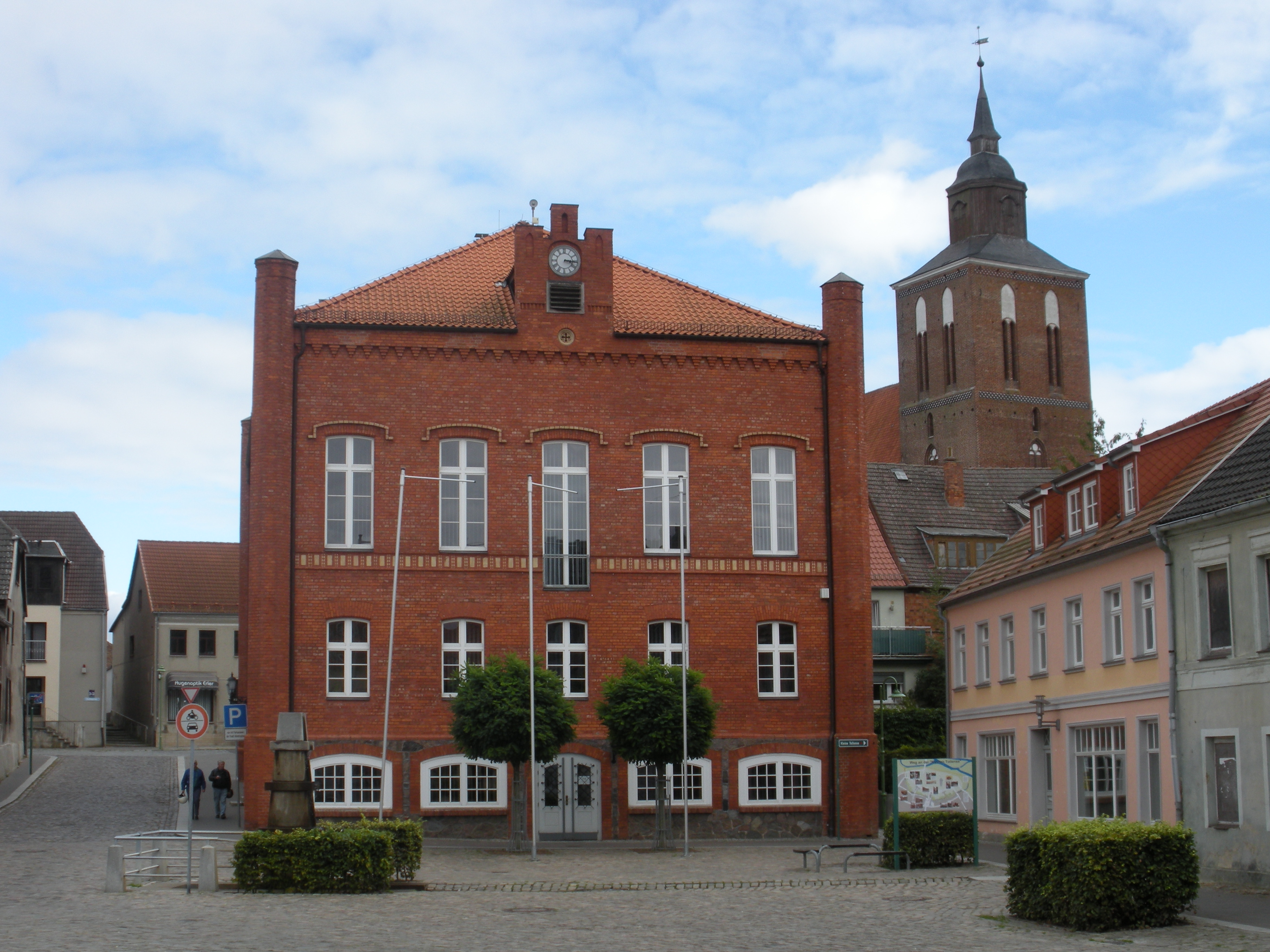
Rathaus mit Pfarrkirche St. Petri, davor der Marktplatz

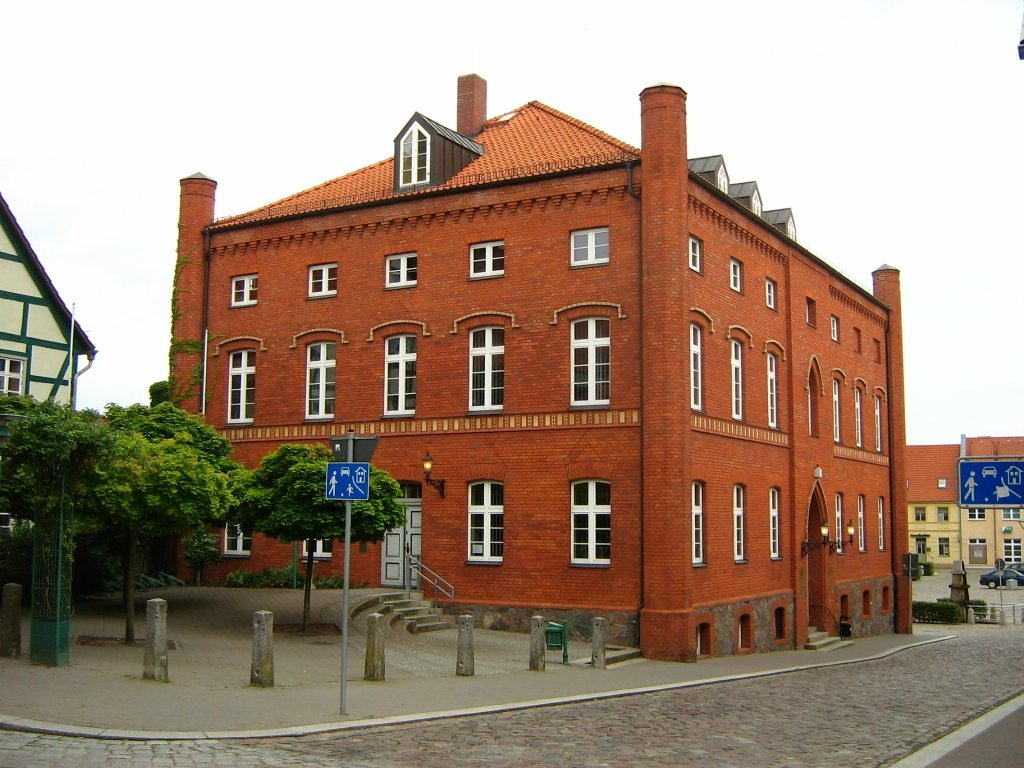
Rathaus, dahinter der Marktplatz

Das Rathaus Altentreptow in Altentreptow ist ein Gebäude, das 1869 in der Zeit des Historismus im neogotischen Tudorstil errichtet wurde.
Das Gebäude steht unter Denkmalschutz.

## Geschichte
Treptow, ab 1292 auch Altentreptow, entstand im 13. Jahrhundert. Thomas Kantzow berichtete 1534 in der ersten deutschen Chronik von Pommern auch von einem „schönen“ und „festen“ Rathaus im gotischen Stil. Während des Stettiner Erbfolgekriegs im 15. Jahrhundert wurde die Stadt in Brand geschossen; das erste Rathaus mit allen Urkunden brannte nieder.
Ein neues, zweites Rathaus, mit drei gotischen Giebeln, wurde errichtet, ersichtlich in einem Stich von Eilhard Lubinus von 1618 (Lubinsche Karte). Im Dreißigjährigen Krieg und danach verfiel Treptow und brannte noch zweimal ab. Das zweite Rathaus verfiel. Um 1663 war ein Logement (Hotel) Sitz der kommunalen Verwaltung. Im Streit mit dem Festungskommandanten konnte die Stadt dieses provisorische Quartier behaupten und die Kommandantur entstand auf der heutigen Reitbahn. 1734 war das zweite Rathaus so verfallen, dass es abgerissen wurde. Nur noch 1611 Menschen lebten damals in der Stadt.
1748 entstand für das verarmte Städtchen das dritte Rathaus, ein einfacher Fachwerkbau, der 1868 dem Neubau des neuen Rathauses weichen musste.
Am 18. Oktober 1869 wurde das heutige, vierte Rathaus durch Bürgermeister Westphal eingeweiht. Das Gebäude mit den rotsteinsichtigen Fassaden im englischen Stil der Bauepoche des Historismus wird geprägt durch die vier Ecktürmchen. Das Walmdach war mit Schindeln eingedeckt. Die ursprünglichen Mauerzinnen wurden bei einer Dachsanierung mit Dachziegeln entfernt. Die vier Eckfialen wurden dabei kürzer. Ab den 1950er Jahren nutzte ausschließlich die Volkspolizei das Haus und die Stadtverwaltung musste sich mit einem Barackenprovisorium an der Teetzlebener Straße begnügen. 1984 konnte die Stadt wieder in das Rathaus einziehen. 1995 wurde das Rathaus im Rahmen der Städtebauförderung gründlich saniert und durch Bürgermeisterin Sybille Kempf neu eingeweiht.